# Cappella della Madonna dell'Idra

Interno della cappella

La cappella della Madonna dell'Idra (o più semplicemente cappella dell'Idra, o anche dell'Idria, in origine dell'Odigitria, cioè colei che istruisce, che mostra la direzione) è una cappella monumentale che si affaccia sul chiostro del complesso monastico di San Gregorio Armeno di Napoli.

## Storia
La cappella era una di quelle facenti parte dell'originaria chiesa medievale di San Gregorio Armeno, quest'ultima che insisteva al centro del complesso monastico omonimo. Una volta demoliti tutti i fabbricati preesistenti durante i lavori di ristrutturazione avviati nel 1572, i nuovi plessi furono rialzati secondo una diversa disposizione: su tutto fu spostata la chiesa, che dalla zona centrale fu defilata sul lato sud, lungo via San Gregorio Armeno, mentre nell'area in cui insiste la cappella, unica superstite assieme ad un'altra adiacente pressoché totalmente spoglia, fu fatto il chiostro monumentale. In occasione dei suddetti lavori il pavimento del chiostro fu rialzato, tant'è che la cappella appare come una sorta di cripta trovandosi infatti interrata a circa 4 m sotto al nuovo manto.
La cappella dell'Idra fu salvata dagli abbattimenti cinquecenteschi grazie alla devozione che le monache riversavano verso la Madonna alla quale è intitolato l'ambiente e quindi ridecorata nel corso del Settecento per volontà delle stesse benedettine, in modo da renderla utilizzabile per le preghiere. Per i lavori di abbellimento interni le monache commissionarono a Paolo De Matteis la realizzazione di diciotto tele raffiguranti le storie della Vergine, che furono tutte compiute tra il 1712 e il 1713. Tuttavia una monaca nel ricordare la cappella nel XVIII secolo segnala come autore dei dipinti in essa custoditi Antonio Solario, molto probabilmente indotta all'errore in quanto i dipinti cinquecenteschi dello Zingaro erano sì nell'antica cappella, ma comunque sostituiti poi da quelli del De Matteis, cosa che forse la religiosa ignorava: «Nel demolirsi intanto la sud.a antica Chiesa, le sig.re Religiose, perché professavano somma venerazione alla Sacra Imagine di S. Maria dell'Idria, ch'esisteva in una Cappella della medesima Chiesa, vollero quella far rimanere intatta nel luogo istesso ove trovavasi, ed attualmente si trova, cioè nell'interno Chiostro della Clausura, quindi la riattarono, e la ridussero in forma di Chiesetta, abbellendola di ricchi, e coloriti marmi, e siccome essa sud.a Sacra Imagine è dipinta a fresco nel muro, così l’adornarono con speciosissimi quadri circum circa del famoso dipintore Antonio Solario volgarmente detto lo Zingaro.».

## Descrizione

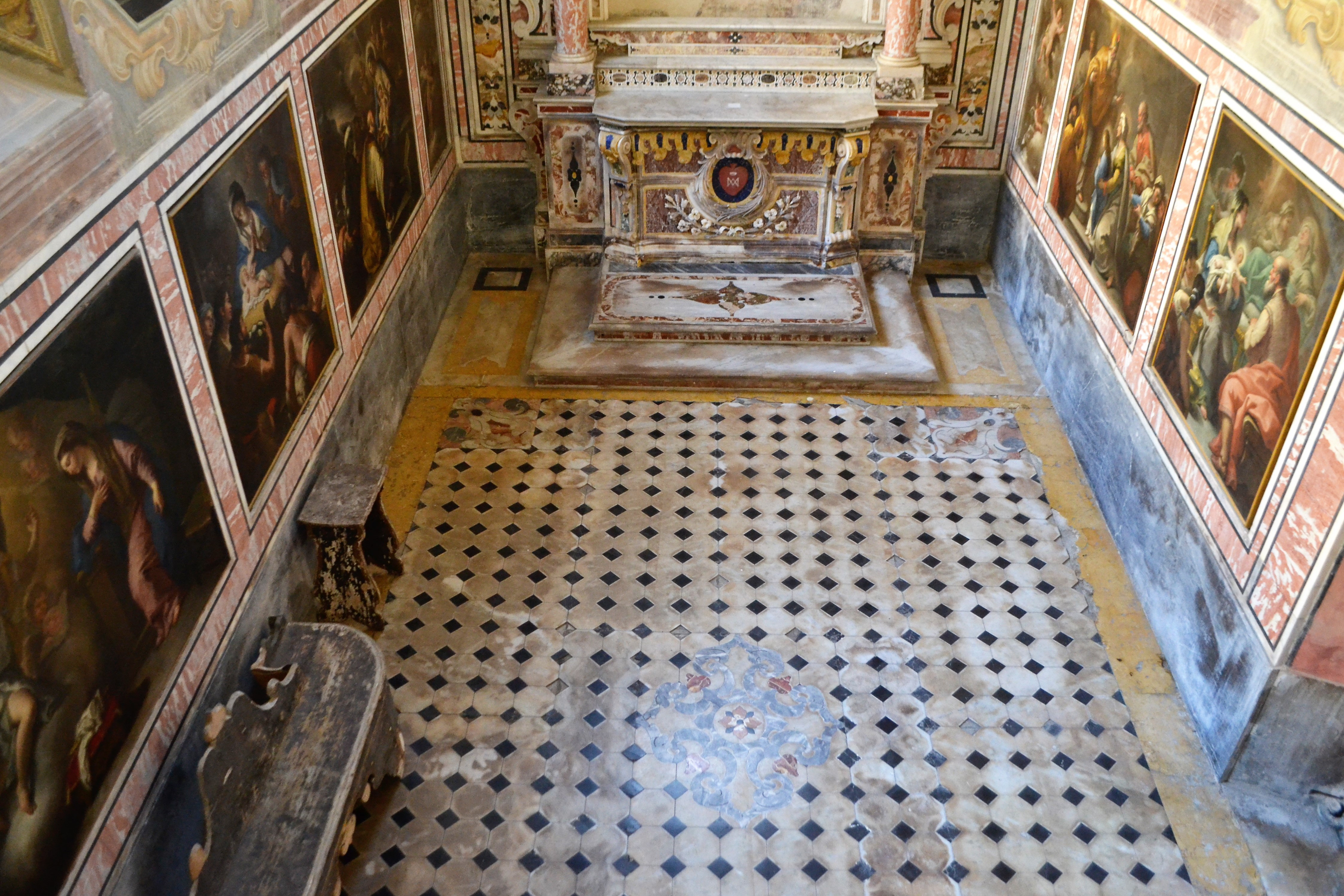
Vista sul pavimento, sull'altare e sulle tele del primo ordine della cappella

L'ambiente è costituito da un unico corpo che vede l'apertura di quattro finestre sulle pareti laterali ed un rosone ottagonale al centro della parete principale. Nella parete frontale è disposto un altare marmoreo settecentesco attribuito alle mani di Pietro Ghetti, nella cui cona è collocato ciò che resta di un affresco duecentesco ritraente pochi frammenti della Madonna col Bambino con ai lati i santi Giovanni Evangelista e Giovanni Battista; attorno all'altare e al rosone si apre poi una scena di angeli in gloria del De Matteis. 
Le pareti laterali sono invece decorate con motivi ornamentali affrescati da Francesco Francarecci che incorniciano le 20 tele di Paolo De Matteis, nove delle quali dedicate alle Storie della Vergine. Alla parete sinistra, nel registro inferiore sono disposte da sinistra a destra: figure di putti, l'Annunciazione, la Natività di Gesù, l'Adorazione dei Magi e poi ancora figure di putti; nel registro centrale sono collocate in alternanza alle finestre tre tele, due di putti alle estremità e l'Assunzione di Cristo al centro; in alto al centro è invece la Morte della Vergine, con ai lati altre due tele di putti. Alla parete destra sono in basso, da destra a sinistra: la Nascita della Vergine, la Consacrazione al tempio e poi putti; al centro sono invece la figure di putti a destra, l'Assunzione della Vergine tra le finestre e a sinistra un'altra tela con putti; nella fascia superiore è invece l'Immacolata al centro con ai lati altre due tele con figure di putti festosi. L'intera composizione pittorica risulta essere omogenea ed elegante nello stile, su cui si riscontra l'influenza che il pittore napoletano ricevette negli anni trascorsi in Francia, e inoltre un'anticipazione dei suoi lavori che svolgerà da lì a breve per la cappella di San Giuseppe nella certosa di San Martino, sul lato sinistro della controfacciata della chiesa. Nel registro inferiore del lato destro sono disposte due tele in meno rispetto a quello sinistro in quanto una porzione di parete in prossimità dell'ingresso è impegnata una porta che dà all'attigua cappella anonima.
Nella volta sono affrescate sempre dal De Matteis, entro le due campate che la scandiscono, le scene della Gloria di angeli musici al centro con quattro virtù femminili nei peducci e due angeli nelle lunette delle finestre, nella prima campata sul lato dell'ingresso, mentre nella seconda sopra l'altare il pittore compì le scene della Gloria della Trinità nella scodella con figure di angeli nei peducci.
Restauri degli anni '80 del Novecento hanno infine riportato alla luce un pavimento a mosaico bianco e nero databile tra il I secolo a.C. e il I secolo d.C..